# Helena Nader
Helena Bonciani Nader, más conocida como Helena Nader (nacida el 5 de noviembre de 1947) es una científica biomédica] brasileña radicada en la Universidad Federal de São Paulo. Fue Presidenta de la Sociedad Brasileña para el Avance de la Ciencia de 2011 a 2017. Trabaja en glicobiología, especializándose en la caracterización de proteoglicanos . Es miembro de la Academia Mundial de Ciencias.

## Educación
Nader nació en São Paulo. Pasó su infancia en São Paulo y Curitiba. Fue estudiante de bachillerato en los Estados Unidos. Estudió ciencias biomédicas en la Universidad Federal de São Paulo y se graduó con una licenciatura en 1970. Después comenzó sus estudios de doctorado en biología molecular. Fue supervisada por Carl Von Peter Dietrich. Nader obtuvo un doctorado en la Universidad Federal de São Paulo en 1974. Fue investigadora postdoctoral en la Universidad del Sur de California.

## Investigación y carrera
Nader regresó a la Universidad Federal de São Paulo, donde fue nombrada profesora en 1989. Estudió glicobiología, investigando los proteoglicanos, una clase compleja de glicoconjugados.  Investigó cómo los proteoglicanos como el heparán sulfato están involucrados en la hemostasia. Su trabajo incluye espectroscopia de resonancia magnética nuclear y análisis de fragmentos. Es profesora visitante en el Centro Médico de la Universidad de Loyola y en el Centro de Ciencias Celulares W. Alton Jones.
Nader es defensora de la igualdad, la diversidad y la inclusión en la ciencia y la ingeniería. Es miembro de la Sociedad Brasileña para el Avance de la Ciencia desde 1969, y participó en la resistencia a la dictadura militar. Fue nombrada Presidenta de la Sociedad Brasileña para el Avance de la Ciencia en 2011. Ella fue la tercera mujer en ocupar el cargo, después de Carolina Bori y Glaci Zancan. Ocupó el cargo durante tres períodos, cediéndolo en 2017. Durante su mandato como presidenta, alentó la asignación de impuestos petroleros a la ciencia y la tecnología.

## Premios y distinciones
- 2002 Comandante de la clase de la Orden Nacional del Mérito Científico.[10]
- 2005 profesorado honorario en la Universidad Federal de Río de Janeiro.[11]
- Clase Grand Cross 2008 de la Orden Nacional del Mérito Científico.[10]
- 2009 Presidente de la Sociedad Brasileña de Bioquímica y Biología Molecular.[10]
- 2010 Moacyr Álvaro Gold Medal.[12]
- Presidente de la Sociedad Brasileña para el Avance de la Ciencia 2011.[9]
- Medalla al mérito de la Armada brasileña 2013 Tamandaré.[12]
- Comisión Nacional de Energía Nuclear 2016, Medalla Felippe Sheep.[13]
- 2018 Sociedad Brasileña de Biología Celular, Clásicos en Biología Celular.[13]
- 2018 Federación de Sociedades de Biología Experimental, Premio al Servicio de Ciencia.[13]

## Libros
- 2015 Sulfated Polysaccharides (Biochemistry and Molecular Biology in the Post Genomic Era).[14]